# Curassanthura
Curassanthura és un gènere de crustacis isòpodes de la família Leptanthuridae.

## Taxonomia
El gènere Curassanthura inclou les següents espècies:
- Curassanthura bermudensis Wägele & Brandt, 1985
- Curassanthura canariensis Wägele, 1985
- Curassanthura halma Kensley, 1981
- Curassanthura jamaicensis Kensley, 1992
- Curassanthura yucatanensis Alvarez, Benitez, Iliffe & Villalobos, 2019